# Acalymma bechynei
Acalymma bechynei es una especie de  coleóptero de la familia Chrysomelidae.
Fue descrita científicamente por primera vez en 1999 por Cabrera.